# Турция на летних Олимпийских играх 1968
Турция принимала участие в Летних Олимпийских играх 1968 года в Мехико (Мексика) в одиннадцатый раз за свою историю, и завоевала две золотые медали. Страну представляло 29 спортсменов (все - мужчины), которые выступали в соревнованиях по лёгкой атлетике, стрельбе, боксу и борьбе.

## Медалисты
| Медаль | Спортсмен     | Вид спорта | Дисциплина                        |
| ------ | ------------- | ---------- | --------------------------------- |
| Золото | Махмут Аталай | Борьба     | Мужчины, вольная борьба, до 78 кг |
| Золото | Ахмет Айык    | Борьба     | Мужчины, вольная борьба, до 97 кг |